# スティーヴ・ポッツ
スティーヴ・ポッツ（Steve Potts、1943年1月21日 - 、オハイオ州コロンバス生まれ）は、アメリカのジャズ・サクソフォーン奏者である。主にアルト・サックスと時々ソプラノを演奏するポッツは、仲間のサックス奏者スティーヴ・レイシーとの30年間のパートナーシップで最もよく知られている。
テナー・サックス奏者のバディ・テイトの従兄弟であるポッツは、ロサンゼルスで建築を学び、サックス奏者のチャールズ・ロイドからレッスンを受けた。その後、彼はニューヨークに行き、そこでエリック・ドルフィーの生徒となり、ロイ・エアーズ、リチャード・デイヴィス、ジョー・ヘンダーソン、レジー・ワークマン、チコ・ハミルトンと共演した。
1970年に彼はパリに住むためにヨーロッパに移住した。その後、彼はデクスター・ゴードン、ジョニー・グリフィン、スライド・ハンプトン、マル・ウォルドロン、ベン・ウェブスター、ハル・シンガー、クリスチャン・エスクード、ブールー・フェレ、オリヴァー・ジョンソンと共演した。1973年頃にスティーヴ・レイシーと出会い、彼のグループで30年間にわたって演奏を行うこととなった。ポッツは映画のスコアもいくつか担当している。

## ディスコグラフィ

### リーダー・アルバム
- Cross Roads (1979年)
- Great Day in the Morning (1982年) ※with ジェシー・ノーマン
- Pearl (1990年)
- People (1986年)
- Flim-Flam (1991年、hat ART) ※with スティーヴ・レイシー
- Thank You for Being (1995年)
- Mukta (1998年)
- Wet Spot (2000年)

### 参加アルバム
チコ・ハミルトン
- The Gamut (1968年、Solid State)
- The Head Hunters (1969年、Solid State)

スティーヴ・レイシー
- Mal Waldron with the Steve Lacy Quintet (1972年、America)
- The Gap (1972年、America)
- The Crust (1973年、Emanem)
- 『スクラップス』 - Scraps (1974年、Saravah)
- Flakes (1974年、RCA Vista)
- 『ドリームス』 - Dreams (1975年、Saravah)
- 『ラップス』 - Raps (1977年、Adelphi)
- Follies (1977年、FMP)
- The Owl (1977年、Saravah)
- Points (1978年、Chant Du Monde)
- Stamps (1979年、HatHut)
- Troubles (1979年、Black Saint)
- The Way (1980年、HatHut)
- Tips (1979年、HatHut)
- Songs (1981年、hat ART) ※with ブライオン・ガイシン
- Ballets (1981年、HatHut)
- Blinks (1983年、HatHut)
- Prospectus (1983年、hat ART) ※『Cliches』としてもリリースあり
- Futurities (1984年、HatHut)
- The Condor (1985年、Soul Note)
- The Gleam (1986年、Silkheart)
- 『モーニング・ジョイ』 - Morning Joy (1986年、HatHut)
- Live in Budapest (1987年、West Wind)
- Momentum (1987年、Novus)
- The Window (1988年、Novus)
- The Door (1989年、Novus)
- Anthem (1990年、Novus)
- Itinerary (1991年、HatHut)
- Live at Sweet Basil (1992年、RCA Novus)
- Clangs (1993年、hat ART)
- We See (1993年、HatHut)
- Vespers (1993年、Soul Note)
- Revenue (1993年、Soul Note)

## 映画スコア
- Sujet ou Le secrétaire aux 1001 tiroirs (1975年)
- Bengali Night (1988年)
- Louise (take 2) (1998年)